# Falköpings sparbank
Falköpings sparbank var en sparbank i Falköping 1860–1977.
Drivande för bankens bildande var apotekaren J. A. Wallin som inbjöd till möte den om bankens bildande den 20 mars 1860. Den 2 april hölls allmän rådstuga där bildandet av banken bifölls och direktionsledamöter valdes. Stadgarna antogs den 12 april och banken kunde öppna den 2 juli 1860.
Under bankens första sex månader hade den 100 insättare. Hundra år senare, år 1960, hade antalet konton ökat till 40 493.
Falköpings sparbank var en fristående sparbank fram till 1977 när den gick samman med Sparbanken Norra Skaraborg för att bilda Sparbanken Skaraborg. Verksamheten skulle senare gå upp i Sparbanken Alfa (1986), Sparbanksgruppen (1991), Sparbanken Sverige (1992) och Föreningssparbanken (1997).

## Källhänvisningar
1. ↑  Tidning från Falköpings stad och Falbygden Arkiverad 26 oktober 2016 hämtat från the Wayback Machine., lördagen den 24 mars 1860
2. ↑  Tidning från Falköpings stad och Falbygden Arkiverad 26 oktober 2016 hämtat från the Wayback Machine., lördagen den 7 april 1860
3. ↑  Tidning från Falköpings stad och Falbygden Arkiverad 26 oktober 2016 hämtat från the Wayback Machine., lördagen den 21 april 1860
4. ↑  Tidning från Falköpings stad och Falbygden Arkiverad 26 oktober 2016 hämtat från the Wayback Machine., lördagen den 7 juli 1860
5. ↑  Tidning från Falköpings stad och Falbygden Arkiverad 26 oktober 2016 hämtat från the Wayback Machine., lördagen den 9 februari 1861
6. ↑  Sparbankerna år 1960, Statistiska centralbyrån, 1962
7. ↑  Sparbankerna 1977, Statistiska centralbyrån, 1978